# آرون براون (بازیکن فوتبال، زاده ۱۹۸۳)
آرون براون (انگلیسی: Aaron Brown؛ زادهٔ ۲۳ ژوئن ۱۹۸۳) بازیکن فوتبال اهل بریتانیا است.
از باشگاه‌هایی که در آن بازی کرده‌است می‌توان به باشگاه فوتبال برتون آلبیون، باشگاه فوتبال پرستون نورث اند، باشگاه فوتبال یئوویل تاون، باشگاه فوتبال استوک‌پورت کانتی، باشگاه فوتبال استافورد رانجرز، باشگاه فوتبال ردینگ، باشگاه فوتبال ای‌اف‌سی بورنموث، باشگاه فوتبال ردیچ یونایتد، باشگاه فوتبال ترورو سیتی، باشگاه فوتبال کیدرمینستر هاریرس، باشگاه فوتبال تلفورد یونایتد، باشگاه فوتبال آلدرشات تاون، باشگاه فوتبال ووستر سیتی، باشگاه فوتبال تاموورث، باشگاه فوتبال والسال، و باشگاه فوتبال لیتون اورینت اشاره کرد.
وی همچنین در تیم ملی فوتبال England C بازی کرده‌است.